# Puzzone di Moena

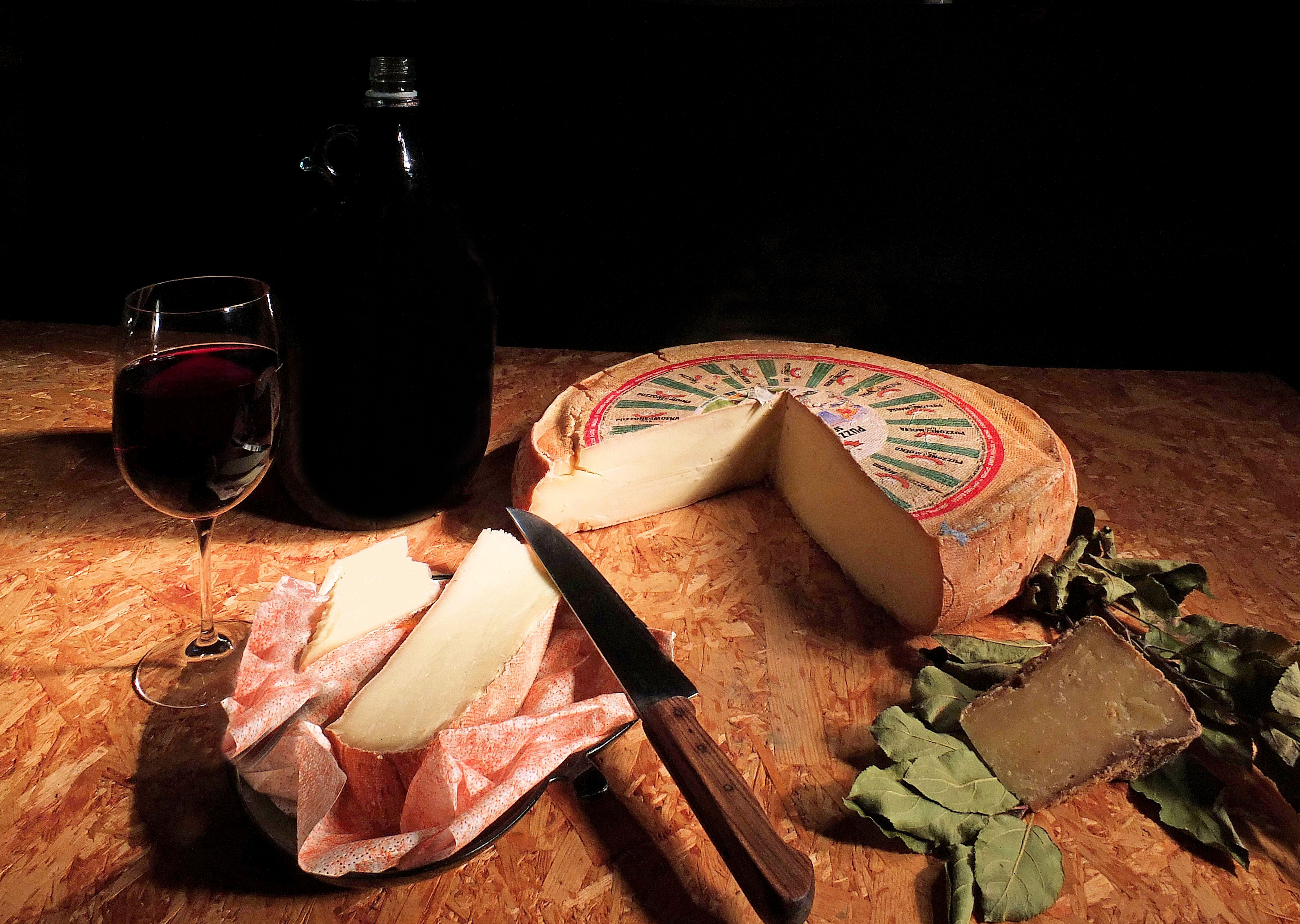
Puzzone di Moena

Puzzone di Moena (ladinisch Spretz Tzaorì) ist ein Käse aus der italienischen Region Trentino-Südtirol mit geschützter Ursprungsbezeichnung.

## Herkunftsgebiet
Der Puzzone di Moena stammt aus den im Nordosten der Provinz Trient gelegenen Fassa- und Fleimstal sowie aus dem am Fleimstal südöstlich angrenzenden Primör und aus den beiden an dieses Gebiet angrenzenden Südtiroler Gemeinden Altrei und Truden. Er wird in den beiden Genossenschaftskäsereien von Predazzo und Moena sowie in den Käsereien von Mezzano und Carano hergestellt.

## Geschichte
Der Name Puzzone di Moena ‚Stinker aus Moena‘ tauchte erstmals in den 1970er Jahren auf und wurde als Handelsname in den 1980er Jahren eingeführt. Seit wann der Käse schon hergestellt wird, ist nicht bekannt. Es gibt allerdings Hinweise, dass ein charakteristischer leicht stinkender Käse, als nostrano fassano bezeichnet, bereits in den 1960er Jahren vor allem im Fassatal in den Turnuskäsereien, aber auch in den anderen Gebieten des Herstellungsgebietes, produziert wurde. Seit 2013 ist er ein Produkt mit geschützter Ursprungsbezeichnung (Denominazione d’Origine Protetta) (DOP)  und wird als Puzzone di Moena – Spretz Tzaorì vermarktet.

## Herstellung
Der Käse wird ausschließlich aus Rohmilch von Kühen der Rassen Holstein-Rind, Tiroler Grauvieh, Braunvieh, Pinzgauer sowie Pezzata Rossa hergestellt. Für die Herstellung kann die Milch von mehreren dieser Rassen verwendet werden. Mindestens 60 % des Futters muss aus Heu oder Gräsern aus dem Herstellungsgebiet stammen. Die Kühe dürfen nicht mit Silofutter, auch nicht beigemischter Form, oder Zusatzstoffen gefüttert werden. Für die Herstellung darf Milch von maximal zwei Melkungen, in der Regel Abend- und Morgenmelkung, aus dem Herstellungsgebiet verwendet werden.
Der Puzzone di Moena wird bei 10 bis 20° und mindestens 85 % Luftfeuchtigkeit gelagert. In den ersten zwei bis drei Wochen seiner Lagerung wird er zweimal in der Woche gewendet und dabei mit lauwarmen, eventuell leicht gesalzenem Wasser oder Sole, benässt. Die Verwendung von Wasser oder Sole bei der Reifung ist eine in Italien nicht sehr verbreitete Methode und wird beim Fontina und Taleggio angewendet. Danach wird dieser Prozess bis zu seiner Reifung einmal wöchentlich weitergeführt. Er hat eine Reifezeit von mindestens zwei bis maximal acht Monaten. Je nach Reifezeit wird er als Schnittkäse Fresco oder als Hartkäse Stagionato oder Stravecchio angeboten.
2023 wurden 418 Tonnen Puzzone di Moena hergestellt, wobei ein Umsatz von 4,4 Mio. EUR generiert wurde.

## Eigenschaften
Der Puzzone di Moena besitzt eine glatte bis leicht faltige, von einer fettigen Patina umgebenen, gelbe, ockerfarbige, braune bis rostbraune Kruste. Der Käselaib hat einen Durchmesser zwischen 34 und 42 cm, ist 9 bis 12 cm hoch und wiegt zwischen 9 und 13 kg. Der weiße bis leicht gelbliche Käse besitzt eine halbfeste, weiche, elastische Konsistenz mit mittleren bis kleineren unregelmäßig verteilten Käselöchern. Er enthält über 45 Prozent Fett in der Trockenmasse.
Der Puzzone di Moena besitzt einen kräftigen, intensiven, leicht gesalzenen bis scharfen Geschmack mit einem leicht bitteren Nachgeschmack. Er zeichnet sich insbesondere durch sein starkes, fast penetrantes Aroma aus, das leicht nach Ammoniak riecht.

## Varianten
Der Puzzone di Moena di Malga ist eine Variante des Puzzone di Moena, der ausschließlich in Sennereien aus dem Herstellungsgebiet hergestellt wird. Aufgrund dessen wird er nur zwischen Juni und September während der Bewirtschaftung der Almen produziert. Er ist von Slow Food in der „Arche des Geschmacks“ gelistet.